# Charlie Faumuina

a Compétitions nationales et continentales officielles uniquement.

b Matchs officiels uniquement.
Dernière mise à jour le 6 août 2023.
Charlie Faumuina, né le 24 décembre 1986 à Auckland (Nouvelle-Zélande) est un joueur international néo-zélandais puis samoan de rugby à XV jouant au poste de pilier droit.
Il commence sa carrière dans son pays de naissance avec Auckland, dans le Championnat des provinces néo-zélandaises qu'il remporte en 2007, et les Blues en Super Rugby. Durant cette période, il joue également avec les All Blacks avec qui il remporte le Rugby Championship à quatre reprises : en 2012, 2013, 2014 et 2016, ainsi que la Coupe du monde en 2015. En 2017, il s'engage ensuite au Stade toulousain et avec qui il remporte le championnat de France en 2019, 2021 et 2023, ainsi que la coupe d'Europe en 2021.
À la fin de la saison 2022-2023, il annonce mettre un terme à sa carrière sportive. Cependant, il est appelé pour jouer avec les Samoa, son pays d'origine pour jouer la Coupe du monde 2023.

## Biographie

### Jeunesse et formation
Charlie Faumuina naît le 24 décembre 1986 à Auckland, en Nouvelle-Zélande, dans une famille d'origine samoane. Il commence le rugby par le rugby à XIII avant de passer au rugby à XV au lycée de Papatoetoe (en). Puis, il rejoint l'académie de la Auckland Rugby Football Union en 2006. De plus, il joue au Otahuhu RFC (en), un club basé à Auckland, sa ville de naissance,. 
En 2007, il est sélectionné avec l'équipe de Nouvelle-Zélande des moins de 21 ans pour un match amical et connaît sa première et unique sélection, face au Canada,,. 

### Débuts professionnels en Nouvelle-Zélande (2007-2012)
Charlie Faumuina participe à un match de présaison au championnat des provinces néo-zélandaises en 2007 avec Auckland. Il est intégré à l'effectif professionnel dès cette saison et fait ses débuts le 28 juillet 2007, dès la première journée de championnat face aux Counties Manukau. Il débute la rencontre sur le banc des remplaçants, puis entre en jeu en cours de partie. Il est reconduit sur le banc les journées suivantes, avant de connaître sa première titularisation début septembre, contre Northland. Il joue ainsi cinq rencontres durant sa première saison, sans marquer d'essais. Aussi, son équipe atteint la finale du championnat qu'elle remporte 23 à 14 contre Wellington. Bien qu'il ne participe pas à cette rencontre, Charlie Faumuina remporte le premier titre de sa carrière.

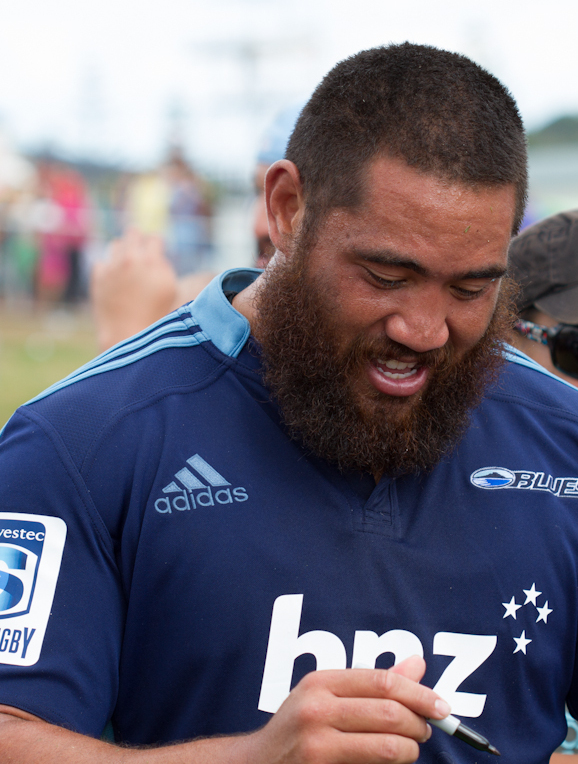
Charlie Faumuina avec les Blues

Il est conservé par Auckland la saison suivante, en 2008. Il fait alors partie des joueurs les plus prometteurs de son équipe et de son championnat. Il joue neuf matchs durant cette saison dont six en tant que titulaire. À la fin de celle-ci, il est annoncé comme faisant partie de l'effectif des Blues pour la saison 2009 de Super 14,.
Charlie Faumuina joue quelques rencontres de présaison,, puis joue son premier match de Super 14 le 7 mars 2009 contre les Sud-Africains des Sharks,. Pour sa première saison dans la compétition, il alterne entre les postes de pilier droit et gauche et joue au total neuf rencontres. 
En 2010, il participe à une rencontre avec les Barbarians de Nouvelle-Zélande contre les Maori All Blacks. Il est titulaire et son équipe s'incline 37 à 31.
Bien qu'il peut jouer des deux côtés de la mêlée, c'est en tant que pilier droit qu'il s'impose avec les Blues durant les saisons 2011 et 2012. Avec Auckland, il atteint la finale du championnat des provinces néo-zélandaises en 2012. En finale contre Canterbury, il entre en jeu à la mi-temps à la place d'Angus Ta'avao mais les siens sont battus sur le score de 31 à 18,.

### International néo-zélandais (2012-2017)

#### Triple vainqueur du Rugby Championship en 2012, 2013 et 2014
Charlie Faumuina est sélectionné pour la première fois en équipe de Nouvelle-Zélande en mai 2012 par Steve Hansen, pour participer aux tests internationaux d'été face à l'Irlande. Il est alors âgé de 25 ans. Il se blesse cependant au mollet, l'empêchant de participer à cette tournée et donc de connaître sa première cape. Quelques mois plus tard, en août, il est de nouveau appelé avec son pays natal pour jouer le Rugby Championship 2012,. Il profite de l'absence de Ben Franks pour intégrer la feuille de match de la troisième journée de la compétition face à l'Argentine. À cette occasion, il connaît sa première cape le 8 septembre 2012, lorsqu'il entre en jeu à la 73e minute à la place d'Owen Franks,. Les Néo-Zélandais s'imposent 21 à 5. Il joue ensuite les deux matchs suivant contre l'Afrique du Sud et de nouveau l'Argentine. La Nouvelle-Zélande remporte ses six rencontre dans la compétition réalisant ainsi le Grand Chelem et remporte cette édition du Rugby Championship,. Un mois plus tard, il est titulaire pour la première fois avec les All Blacks face à l'Australie dans un match amical,. Il joue également trois autres matchs durant ces tests internationaux d'automne, contre l'Italie, le Pays de Galles et l'Angleterre.
En août 2013, il est convoqué avec la Nouvelle-Zélande pour participer au Rugby Championship 2013. Il joue les six matchs de son pays qui remporte le tournoi avec six victoires et réalise donc le Grand Chelem pour la seconde année consécutive,. Il participe ensuite à la tournée de fin d'année durant laquelle il joue à quatre reprises.
L'année suivante, en 2014, il est dans un premier temps sélectionné pour la tournée d'été de trois matchs face à l'Angleterre. Il joue tous ces matchs que les All Blacks remportent. Il est ensuite convoqué pour le Rugby Championship 2014. Malade, il manque le premier match de la compétition face à l'Australie. Il fait son retour sur le banc des remplaçants pour le match suivant, aussi face aux Wallabies. Pour les rencontres suivantes, en méforme, Charlie Faumuina perd sa place sur la feuille de match et est devancé par Joe Moody,. Un mois et demi plus tard, il joue le dernier match du tournoi face à l'Afrique du Sud. Malgré une défaite 27-25, la première depuis presque deux ans pour les néo-zélandais, ils remportent tout de même la compétition pour la troisième fois consécutive,. Il participe ensuite à une rencontre amicale face à l'Australie remportée de justesse 29-28,, puis est convoqué dans le groupe pour la tournée des All Blacks dans l'hémisphère nord. Bien que sa femme soit sur le point d'accoucher de leur deuxième enfant, Charlie Faumuina décide tout de même de prendre part à cette tournée. Il joue les quatre matchs remportés contre les États-Unis, l'Angleterre contre qui il inscrit un essai décisif, l'Écosse et le Pays de Galles.

#### Champion du monde en 2015
Alors que plusieurs joueurs important de la sélection néo-zélandaise quittent le pays en 2015 pour l'Europe et deviennent donc inéligible pour jouer avec leur pays, tels Dan Carter, Jeremy Thrush ou encore Ben Franks, Charlie Faumuina décide quant à lui de prolonger son contrat avec les Blues jusqu'à la fin de l'année 2017, alors qu'il était courtisé par des clubs français dont le Racing Métro. Malgré les mauvais résultats de son équipe en Super Rugby, Charlie Faumuina, tout comme ses coéquipiers Jerome Kaino, Patrick Tuipulotu et Charles Piutau réalisent de bonnes performances et portent leur équipe à l'approche de la Coupe du monde. Cepenant, Faumuina est victime d'une entorse cervicale au mois de mai 2015 lui faisant manquer la fin de saison de Super Rugby. Il est également contraint de se faire opérer. Il manque alors les matchs de préparation au mondial et est remplacé par le pilier des Crusaders : Nepo Laulala. Ensuite, il fait son retour sur les terrains avec Auckland, lors d'un match de championnat des provinces néo-zélandaises fin août 2015 contre Canterbury, soit un mois avant le début de la Coupe du monde,.
Malgré les bonnes performances de Laulala durant son absence, Charlie Faumuina est retenu dans le groupe de la Nouvelle-Zélande pour participer à la Coupe du Monde 2015 se disputant en Angleterre,. Il dispute la finale au stade de Twickenham face à l'Australie en tant que remplaçant de Owen Franks, et aide ainsi son équipe à remporter le titre mondial.

#### Vainqueur du Rugby Championship en 2016
En 2016, il est sélectionné en équipe nationale pour le Rugby Championship, que son pays remporte en gagnant toutes ses confrontations,. De plus, la Nouvelle-Zélande égalise le record de matchs remportés d'affilée toutes compétitions confondues avec dix-sept succès lors de la dernière journée où elle bat largement l'Afrique du Sud 57 à 15, chez elle à Durban.
En juin 2017, il est retenu dans la sélection All Blacks pour affronter l'équipe des Lions britanniques et irlandais. Il dispute les trois tests matches et la série se terme sans vainqueur (une victoire partout et un match nul).

### Seconde partie de carrière au Stade toulousain (2017-2023)

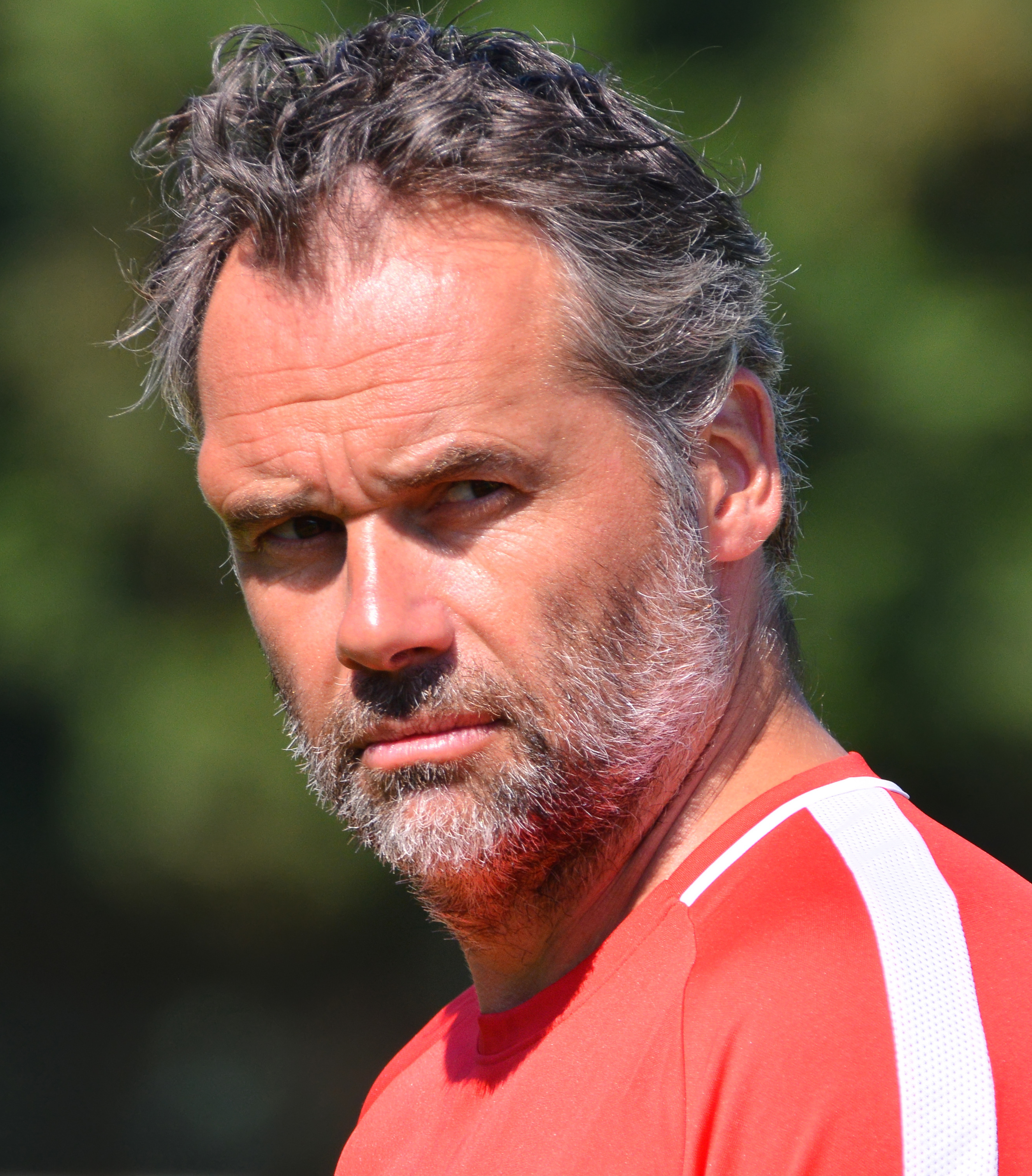
Ugo Mola, ici en 2018, est l'entraîneur de Charlie Faumuina de 2017 à 2023.

Le 28 décembre 2016, le Stade toulousain annonce le recrutement de Charlie Faumuina à partir de la saison 2017-2018, alors qu'il était également courtisé par l'ASM Clermont. Il arrive pour remplacer le samoan Census Johnston et accompagner Dorian Aldegheri qui est encore en début de carrière,.
En 2018-2019, il est élu meilleur pilier droit de la saison de Top 14 par les internautes du site www.rugbyrama.fr.
En baisse de niveau les deux saisons précédentes, il entame la saison 2022-2023 en tant que remplaçant de Dorian Aldegheri au poste de pilier droit. À la mi-saison, il se blesse au mollet, l'éloignant des terrains pendant cinq mois. Durant son absence, le Stade toulousain est battu en demi-finale de Champions Cup par le Leinster, une défaite 41 à 22,. Il fait son retour lors de la dernière journée de la saison régulière, face à Brive. En championnat, les Toulousains terminent à la première place de la saison régulière, se qualifiant donc en demi-finale où ils battent largement le Racing 92 sur le score de 41 à 14 et retrouvent donc le Stade rochelais en finale, comme en 2021,. En finale comme en demi-finale, il entre en jeu en seconde période à la place d'Aldegheri. Dans un match très serré, Toulouse s'impose en fin de match et l'emporte 29 à 26,. Charlie Faumuina remporte donc le Bouclier de Brennus pour la troisième fois de sa carrière. Cette finale est le dernier match de la carrière en club de Charlie Faumuina qui prend sa retraite à l'issue de cette saison. Ugo Mola, son entraîneur, souhaitait le faire intégrer son staff, comme l'a fait Jerome Kaino deux ans pus tôt, mais Charlie Faumuina a refusé cette proposition pour des raisons familiales.

### Fin de carrière avec les Samoa (2023)
Malgré l'annonce de sa retraite sportive, il est convoqué, en juin 2023, pour la première fois de sa carrière avec les Samoa pour préparer la Coupe du monde 2023. L'ancien All Black profite de l'assouplissement des règles d’éligibilité pour un joueur international. En effet, après plus de trois ans sans sélection, il peut désormais jouer pour une autre nation,.
Il connaît sa première cape avec son pays d'origine le 22 juillet 2023, lors du premier match de préparation au mondial face au Japon. Il débute la rencontre sur le banc, puis remplace Paul Alo-Emile à la 54e minute de jeu et les Samoa s'imposent 24 à 22,,.

## Image et style de jeu

### Style de jeu
Charlie Faumuina possède la capacité d'évoluer aux postes de pilier droit et de pilier gauche, bien que sa position préférentielle soit celle de pilier droit. En décembre 2016, Fabien Pelous explique les raisons du recrutement du joueur par le Stade toulousain en déclarant « qu'il possède cette capacité d’être fort sur les phases de conquête, grâce à un physique impressionnant, tout en étant disponible pour le jeu de mouvement », mettant également en avant sa « technique individuelle très aboutie ».

### Barbe
Charlie Faumuina se laisse pousser une imposante barbe, qu'il coupe en 2014 pour une association luttant contre les cancers infantiles,.

## Statistiques

### Internationales

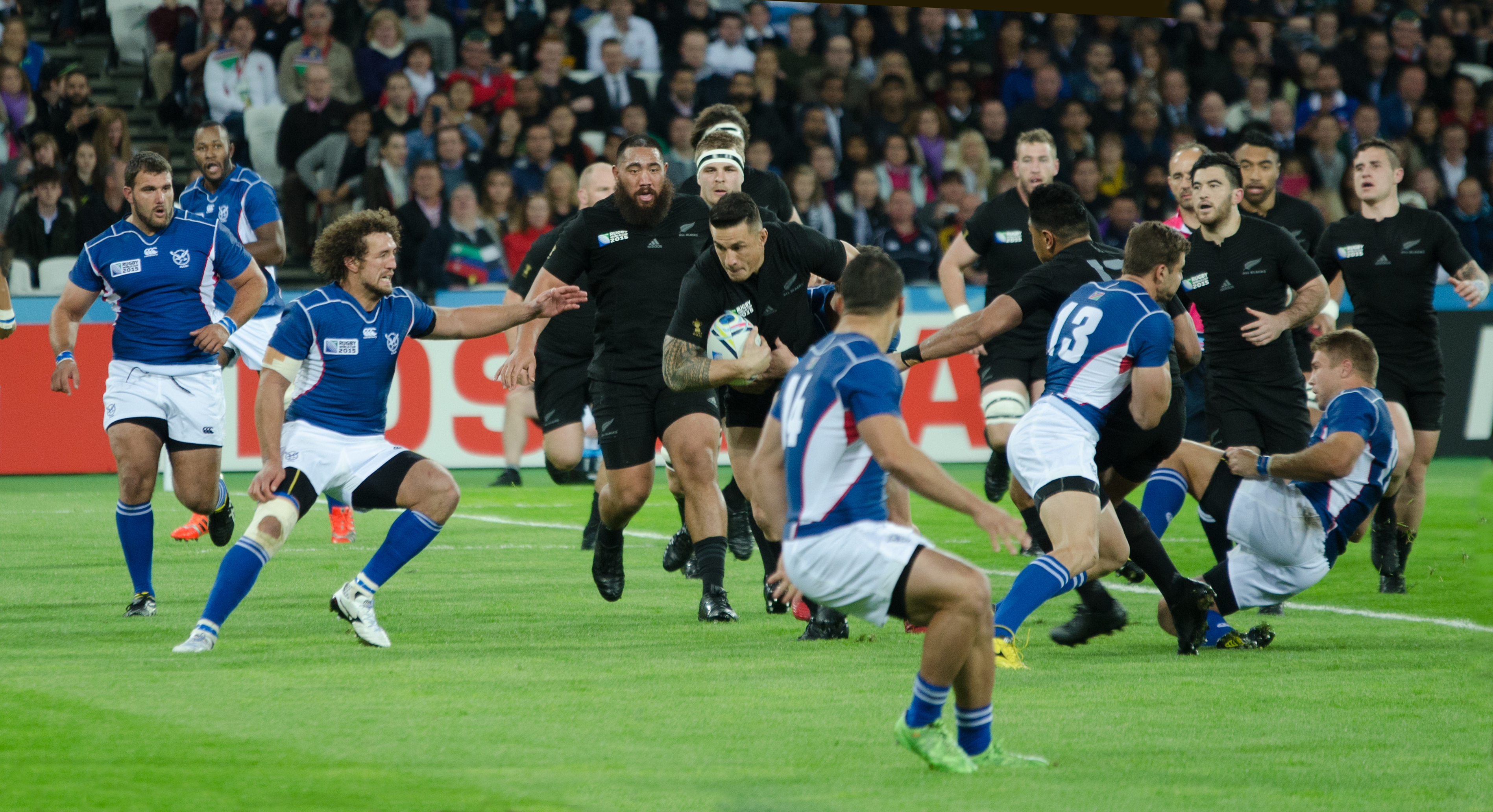
Charlie Faumuina lors de la Coupe du monde 2015 avec les All Blacks.

Au 4 juillet 2023, Charlie Faumuina compte 50 capes avec les All Blacks, dont douze en tant que titulaire. Il inscrit vingt points, quatre essais. Il débute avec les All Blacks face à l'Argentine le 8 septembre 2012 à Wellington.
Il participe à quatre éditions du Rugby Championship, en 2012, 2013, 2014 et 2016.
Il participe également à une édition de la Coupe du monde en 2015.

## Palmarès

### En club
- Auckland
  - Vainqueur du Championnat des provinces néo-zélandaises en 2007
  - Finaliste du Championnat des provinces néo-zélandaises en 2012
- Stade toulousain
  - Vainqueur du Championnat de France en 2019, 2021 et 2023
  - Vainqueur de la Coupe d'Europe en 2021

### En sélection
- Nouvelle-Zélande
  - Vainqueur du Rugby Championship en 2012, 2013, 2014 et 2016
  - Vainqueur de la Coupe du monde en 2015